# 火天

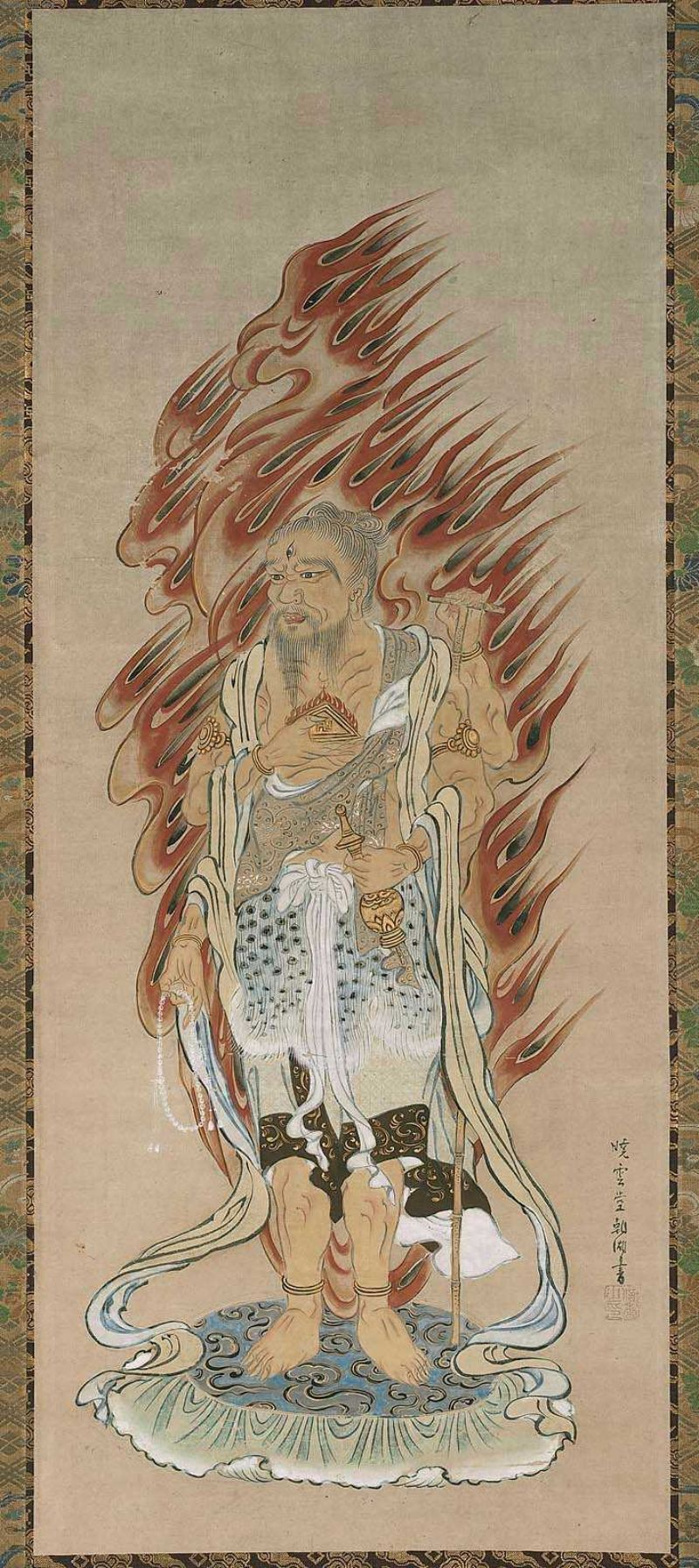
火天（江戸時代、英一蝶・画）

火天（かてん）は、仏教における天部の一人で、十二天の一人。火を神格化したものでインドにおけるアグニが仏教に取り入れられたものとされる。
形象は一定しないが、足が3本または2本、腕が4本または2本のものなどがあるが、仙人の姿をしており、火天后及び仙人・天女を眷族とする。
両界曼荼羅や十二天の一人として描かれることがほとんどであるが、火は古くから信仰の対象とされ、特に密教では重要視されたようである。

## 真言
- 「オン アギャノウエイ ソワカ」[1]